# Горецький Ростислав Миколайович
Ростислав Миколайович Горецький (нар. 4 лютого 1979, Львів) — український футболіст. Захисник «Карпат» (Кам'янка-Бузька).

## Кар'єра
Вихованець львівського футболу. Перший тренер — Віктор Фіолевський.
На професійному рівні дебютував 25 червня 1998 у грі першої ліги ФК «Львів» — «Буковина» (Чернівці). Сезон 1998/99 провів у складі «Карпат-2» (Львів) у другій лізі. У 1999—2002 роках — гравець «Динамо» (Львів) у другій лізі.
У сезоні 2002/03 грав за першолігові «Карпати-2» (Львів), а в першій половину чемпіонату 2003/04 — за «Закарпаття» (Ужгород), що також грало в першій лізі.
З 2004 року — футболіст «Газовика-Скали» (Стрий), з яким того ж року вийшов до першої ліги. Був гравцем основного складу стриян у сезонах 2004/05 і 2005/06, а коли клуб улітку 2006 року збанкрутував, разом з тренером і деякими іншими футболістами «Газовика-Скали» перейшов до новоствореного ФК «Львів», який замінив стрийську команду в першій лізі. Провів у складі львів'ян два чемпіонати, влітку 2008 року клуб виборов путівку до прем'єр-ліги України, але Горецький ще з осені 2007 року втратив місце в основі команди.
Улітку 2008 року перейшов до «Арсенала» (Біла Церква), з яким за підсумками змагань у групі «А» другої ліги 2008/09 виборов право грати в першій лізі. В осінній частині першості регулярно виходив на поле, але після тренувальних зборів «Арсенала» взимку на початку 2010 року тренер перестав включати захисника до основного складу, тому Ростислав Горецький переїхав до польського клубу 4 ліги (четверта за рангом ліга Польщі) «Гетьман» (Жовкєвка), що в підсумку посів передостаннє місце в турнірі й понизився у класі.
У сезоні 2011 — у складі «Карпат» (Кам'янка-Бузька) у прем'єр-лізі Львівської області.